# İstiklâl Marşı
İstiklâl Marşı (pt. Marcha da Independência) é o hino nacional da República da Turquia, composto por Mehmet Akif Ersoy, com música de Osman Zeki Üngör. É adotado desde 1921.
Istiklâl Marsi (A Marcha da Independência) é o hino nacional da Turquia, adotado oficialmente em 12 de março de 1921. Um total de 724 poemas foram submetidos a uma competição em escala nacional organizada para a escolha da composição original mais conveniente para esta marcha nacional.
Um poema de 10 estrofes escrito pelo renomado poeta Mehmet Akif Ersoy foi adotado unanimemente pela Assembléia Nacional Magnífica Turca. Vinte e quatro compositores participaram em outra competição organizada para a seleção de uma composição musical que satisfaria, o melhor possível, o hino nacional escolhido. O conselho, que podia somente reunir-se em 1924 devido à guerra turca de independência, adotou a música composta por Ali Rıfat Çağatay. As palavras do hino nacional foram cantadas com esta música até 1930. Depois disso, a música do hino nacional foi substituída por um arranjo escrito por Osman Zeki Üngör, diretor da orquestra sinfônica presidencial, e a letra foi cantada com este acompanhamento musical desde então. Cabe destacar, no entanto, que somente se cantam as primeiras duas estrofes.
É também usado como o hino nacional da República Turca de Chipre do Norte, que foi adotado em 1983 ao abrigo do Artigo II da Constituição do Chipre do Norte.